# Летючі риби
Летю́чі ри́би (Exocoetidae) — родина морських риб ряду Сарганоподібні (Beloniformes), що складається з близько 64 видів, згрупованих у дев'ять родів. Вони поширені у всіх теплих районах землі, переважно тропіках і субтропіках. Відмітною особливістю цих риб є їх незвичайно великі грудні плавці, що дозволяють рибі стрибати у повітря та уникати таким чином хижаків. Летючі риби здатні здійснювати нетривалий ширяючий політ. У більшості випадків стрибки складають близько 50 м, але в деяких випадках ці риби здатні користуватися потоками повітря над водою, що збільшує відстань польоту щонайменше до 400 м

## Спосіб життя
Летючі риби — мешканці теплих тропічних морів. Зазвичай вони живляться планктоном, що плаває біля поверхні води, і тому часто самі стають жертвою таких великих хижаків, як тунці, що полюють у нагрітій сонцем воді добре організованими зграями.
Помітивши групу летючих риб, тунці намагаються непомітно до неї наблизитися і могутньою атакою розділити її на дві половини. Потім тунці кидаються навздогін за переляканою здобиччю, яка намагається сховатися, вистрибуючи з води. Крила летючих риб — це насправді широкі грудні плавники. Під час плавання вони притиснуті до тіла і розкриваються лише в польоті. Швидкість руху риби, на якій вона підіймається в повітря, настільки висока, що дозволяє їй пролетіти декілька метрів над водою. Під час зльоту риба відштовхується від поверхні води дуже швидкими й сильними ударами хвостового плавника, потім розпрямляє плавники-крила і декілька секунд планерує низько над водою.
У середньому політ риби триває 10 секунд; досить звичайними є польоти тривалістю близько 30 секунд. Вміння літати у риб розвинулося як спосіб порятунку від переслідування хижих риб. Але в повітрі на летючих риб очікує інша небезпека — там вони стають здобиччю великих морських птахів: альбатросів та мартинів.

## Живлення
Більшість видів летючих риб живуть у тропічних морях, де вони живляться зоопланктоном — маленькими організмами, що тримаються на поверхні води. Зокрема, це дрібні рачки та молюски, їхні личинки, ікринки риб. Летючі риби збираються в тих місцях, куди зоопланктон виноситься течією. Вони ведуть пошуки їжі біля самої поверхні води або неглибоко в її товщі, де збирається максимальна кількість планктону. Риби зябрами фільтрують воду, ковтаючи дрібну живність, що міститься в ній. Іноді до летючих риб в таких місцях приєднуються китові акули, що також живляться планктоном. Самі летючі риби — важливий елемент живлення багатьох морських птахів, великих риб і кальмарів.

## Розмноження
Атлантичні види летючих риб у травні-липні вирушають на нерест у Середземне море. Деякі види цих риб на його узбережжях довгими клейкими нитками прикріплюють свої ікринки до водоростей або до дна. Також помічено, що під час нересту косяки летючих риб вночі збираються в одному місці й кружляють над водоростями, випускаючи ікру й молоки. При цьому вода забарвлюється в молочно-зелений колір. Ікра всіх прибережних летючих риб має однаковий вигляд. Ікринки риб, що живуть у відкритому морі, мають коротші нитки, які виконують функцію парашутів, що уповільнюють їхнє осідання. Новонароджені мальки підіймаються на поверхню і починають живитись планктоном. Молодняк летючих риб відрізняється від батьків яскравим забарвленням, короткими грудними та черевними плавниками.

## Цікаві факти
Каліфорнійська летюча риба — найбільша летюча риба; її максимальна довжина досягає 18 дюймів. Більшість інших видів виростають до довжини близько 8-12 дюймів.
Молоді летючі риби не схожі на дорослих. Молоді особини мають яскраву зовнішність та довгі вусики з боків рота. Вони нагадують квіти та суцвіття рослини Barringtonia, широко відомої як кукурудзяне дерево, що забезпечує їм природний камуфляж.
Очі летючих риб, відносно розміру їхнього тіла, досить великі та плоскі. Це забезпечує їм добрий зір як у воді, так і поза нею.
Їх приваблює світло. Ця особливість використовується на Соломонових островах, де рибалки ловлять летючих риб темними ночами, використовуючи смолоскипи, щоб спонукати риб вистрибнути, а потім ловлять їх у повітрі.
Поряд із грудними плавниками (псевдо крилами) у них є нерівномірно вилчасті хвости (хвостові плавники). Тут нижня частина довша за верхню. Багато видів також мають подовжені черевні плавники (задні плавці) і тому відомі як чотирикрилі летючі риби.